# Schlacht von Santiago

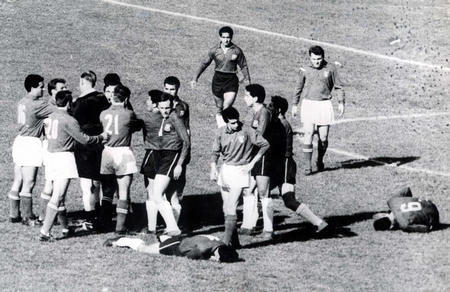
Spielszene

Als Schlacht von Santiago (italienisch Battaglia di Santiago, spanisch Batalla de Santiago) wird ein Vorrundenspiel (Gruppe B) bei der Fußball-Weltmeisterschaft 1962 in Chile bezeichnet, das am 2. Juni 1962 in der Hauptstadt Santiago de Chile zwischen den chilenischen und der italienischen Nationalmannschaft (Endstand 2:0) ausgetragen wurde. Es ging als eines der brutalsten Spiele bei einer Weltmeisterschaft in die Geschichte ein, in dem es zwei Platzverweise für Italien gab.

## Ausgangslage
| Pl. | Land           | Sp. | S | U | N | Tore    | Diff. | Punkte |
| --- | -------------- | --- | - | - | - | ------- | ----- | ------ |
| 1.  | Chile          | 1   | 1 | 0 | 0 | 003:100 | +2    | 02:0   |
| 2.  | BR Deutschland | 1   | 0 | 1 | 0 | 000:000 | ±0    | 01:10  |
| 3.  | Italien        | 1   | 0 | 1 | 0 | 000:000 | ±0    | 01:10  |
| 4.  | Schweiz        | 1   | 0 | 0 | 1 | 001:300 | −2    | 0:20   |

Beide Mannschaften spielten die Vorrunde in einer Gruppe, zusammen mit der Schweiz und Deutschland. Chile gewann das erste Gruppenspiel vier Tage zuvor gegen die Schweiz mit 3:1, Italien und Deutschland trennten sich einen Tag später 0:0. Mit einem Sieg gegen Chile hätten die Italiener in der Tabelle an dem Gastgeber vorbeiziehen und die Chance auf das Viertelfinale gewahrt, während die Chilenen bei einem Sieg vorzeitig qualifiziert gewesen wären.
Zwei Jahre zuvor war Chile vom größten jemals gemessenen Erdbeben heimgesucht worden. Zwei italienische Journalisten, Antonio Ghirelli und Corrado Pizzinelli, entfachten den Zorn der chilenischen Einwohner, als sie das Land als „von Armut geplagte Müllkippe voller leichter Mädchen“ beschrieben hatten, kurz bevor sie das Land noch vor dem Turnierbeginn verließen. Chilenische Zeitungen verdrehten und verzerrten italienische Artikel, um die anti-italienische Stimmung noch mehr anzuheizen. Kurz vor dem Spiel wurde ein argentinischer Journalist, der für einen Italiener gehalten worden war, in einer Bar in Santiago zusammengeschlagen.

## Spielverlauf

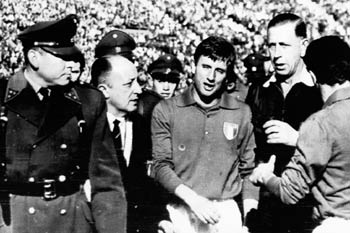
Giorgio Ferrini (2. v. r.) und Schiedsrichter Ken Aston (r.) während der Partie

Vor über 66.000 Zuschauern pfiff der englische Schiedsrichter Ken Aston das Spiel im Chilenischen Nationalstadion an. Bereits in der 8. Minute schickte er den Italiener Giorgio Ferrini nach einem Foul an Honorino Landa vom Platz. Ferrini weigerte sich, das Spielfeld zu verlassen, und wurde von chilenischen Polizisten schreiend und um sich tretend abgeführt. Das Spiel wurde nach acht Minuten Unterbrechung fortgesetzt. Gegen Ende der ersten Halbzeit revanchierte sich Chiles Mittelfeldspieler Leonel Sánchez bei Mario David für eine Serie von Tritten, indem er den Italiener niederstreckte. Als David bemerkt hatte, dass der Schiedsrichter nichts unternahm, trat er Sánchez an den Hals und wurde in der 41. Minute des Feldes verwiesen.
Die Brutalität nahm immer mehr zu. Italiens Stürmer Humberto Maschio erlitt eine Nasenbeinfraktur, verursacht von Sánchez mit einem linken Haken. Immer wieder kam es zu Unsportlichkeiten. Es wurde gespuckt, getreten, und es gab Handgreiflichkeiten. Der Schiedsrichter musste sich immer wieder zwischen die streitenden Spieler stellen; weitere zweimal brauchte er die Unterstützung der Polizei.

“I wasn't reffing a football match, I was acting as an umpire in military manoeuvres.”

„Ich habe kein Fußballspiel gepfiffen, ich habe als Schlichter in militärischen Manövern agiert.“

Zwei Tore von Jaime Ramírez in der 73. Minute und Jorge Toro in der 87. Minute entschieden das Spiel zugunsten Chiles, das sich damit für das Viertelfinale qualifizierte.

## Spieldetails
| Chile                                                                      | Chile | Italien | Italien |
| -------------------------------------------------------------------------- | --- | --- | ------- |
| Chile                                                                      | \| 2. Vorrundenspieltag \| \| 2. Juni 1962 um 15:00 Uhr in Santiago de Chile (Estadio Nacional de Chile) \| \| Ergebnis: 2:0 (0:0) \| \| Zuschauer: 66.057 \| \| Schiedsrichter: Ken Aston ( England) \|    | \| 2. Vorrundenspieltag \| \| 2. Juni 1962 um 15:00 Uhr in Santiago de Chile (Estadio Nacional de Chile) \| \| Ergebnis: 2:0 (0:0) \| \| Zuschauer: 66.057 \| \| Schiedsrichter: Ken Aston ( England) \|       | Italien |
| Chile                                                                      | Misael Escuti – Luis Eyzaguirre, Raúl Sánchez, Sergio Navarro , Carlos Contreras – Eladio Rojas, Leonel Sánchez, Jorge Toro – Jaime Ramírez, Honorino Landa, Alberto Fouillioux Cheftrainer: Fernando Riera | Carlo Mattrel – Sandro Salvadore, Enzo Robotti, Mario David, Francesco Janich – Paride Tumburus, Giorgio Ferrini – Bruno Mora , Humberto Maschio, José Altafini, Giampaolo Menichelli Cheftrainer: Paolo Mazza | Italien |
| Chile                                                                      | 1:0 Jaime Ramírez (73.) 2:0 Jorge Toro (87.) | | Italien |
| Chile                                                                      | Platzverweise: Ferrini (7.,Tätlichkeit), David (41., Revanchefoul) | | Italien |
| Chile                                                                      | Das Spiel ging als Schlacht von Santiago in die Fußballgeschichte ein, da es von beiden Seiten mit großer Brutalität geführt wurde.                                                                         | | Italien |
| 2. Vorrundenspieltag                                                       | | |         |
| 2. Juni 1962 um 15:00 Uhr in Santiago de Chile (Estadio Nacional de Chile) | | |         |
| Ergebnis: 2:0 (0:0)                                                        | | |         |
| Zuschauer: 66.057                                                          | | |         |
| Schiedsrichter: Ken Aston ( England)                                       | | |         |

## Weitere Entwicklung
| Pl. | Land           | Sp. | S | U | N | Tore    | Diff. | Punkte |
| --- | -------------- | --- | - | - | - | ------- | ----- | ------ |
| 1.  | BR Deutschland | 3   | 2 | 1 | 0 | 004:100 | +3    | 05:10  |
| 2.  | Chile          | 3   | 2 | 0 | 1 | 005:300 | +2    | 04:20  |
| 3.  | Italien        | 3   | 1 | 1 | 1 | 003:200 | +1    | 03:30  |
| 4.  | Schweiz        | 3   | 0 | 0 | 3 | 002:800 | −6    | 0:60   |

Da die deutsche Mannschaft die Schweiz mit 2:1 und dann auch Chile mit 2:0 bezwang, stand bereits vor dem letzten Spiel fest, dass Italien keinen der ersten beiden Tabellenplätze mehr erreichen konnte und somit aus dem Turnier ausgeschieden war. Der 3:0-Sieg über die Schweiz sicherte Italien lediglich den dritten Platz in der Gruppe B.
Da viele vom Platz geschickte Spieler die Entscheidung des Schiedsrichters nicht verstanden oder vorgaben, es nicht zu verstehen, und auch die Zuschauer Verwarnungen und Verweise nicht immer erkannten, schlug Schiedsrichter Aston (zwischenzeitlich in seiner Funktion als Schiedsrichterbetreuer) während der WM 1966 vor, dafür sichtbare Zeichen in Form von gelben und roten Karten einzuführen. Dazu mögen die Erfahrungen, die er selbst in diesem Spiel dazu gemacht hatte, beigetragen haben. Zum ersten Mal kamen die Karten bei der Fußball-Weltmeisterschaft 1970 in Mexiko zum Einsatz.
Italien und Chile trafen vier Jahre später bei der WM in England erneut in der Gruppenphase aufeinander, wo Italien zwar mit 2:0 gewann, beide aber die Gruppenphase nicht überstanden. Auch bei der WM 1998 trafen sie in der Gruppe aufeinander, trennten sich dort mit 2:2 und beide erreichten die K.-o.-Runde. Ein Freundschaftsspiel zwischen beiden Mannschaften gab es bisher nicht.